# Gniewosz z Dalewic (zm. 1406)
Gniewosz z Dalewic (w źródłach również z Dalowic, Ćmielowa, Wnorowa; ur. ok. poł. XIV w., zm. 1406) – rycerz polski, podkomorzy krakowski, w 1397 roku, kasztelan sandomierski w 1406 roku, starosta halicki w 1394 roku, starosta trembowelski w 1403 roku, starosta generalny ruski w 1393 roku.
Pochodził ze średniozamożnego małopolskiego rodu herbu Kościesza (Strzegomia). W 1378 pojawił się w służbie Władysława Opolczyka, wówczas węgierskiego namiestnika Rusi Halickiej, wiążąc się na kilka lat ze śląskim Piastowiczem. W 1385 r. znajdował się w orszaku Opolczyka przybywającego z Węgier do Krakowa, aby dopilnować w imieniu królowych Elżbiety Bośniaczki  i Marii małżeństwa królowej Jadwigi z Wilhelmem Habsburgiem. Gniewosz brał aktywny udział w tych staraniach. To on najprawdopodobniej sprowadził, na polecenie księcia Władysława, Wilhelma do Krakowa latem 1385 r. i gościł go w swoim dworze pod Wawelem w okolicach baszty Legackiej (dziś ul. Senacka, teren Muzeum Archeologicznego), gdy narzeczony nie został wpuszczony na zamek przez małopolskich panów sprzyjających Jagielle.
Był świadkiem pokoju w Raciążku w 1404 roku.